# Hans-Joachim Gais
Hans-Joachim Gais (* 29. März 1942 in Darmstadt) ist ein deutscher Chemiker und war von 1991 bis 2009 Professor für Organische Chemie an der Rheinisch-Westfälischen Technischen Hochschule Aachen.

## Leben
Gais studierte von 1962 bis 1968 Chemie an der Technischen Hochschule Darmstadt. 1973 wurde er bei Klaus Hafner mit der Dissertation Alkine mit Elektronendonator- und Elektronenakzeptor-Substituenten promoviert. Anschließend ging er für zwei Jahre zu Robert B. Woodward an die Harvard-Universität, um an der Totalsynthese von Erythromycin mitzuarbeiten. 1976 wechselte Gais an die Technische Hochschule Darmstadt, wo er sich 1982 im Umfeld von Klaus Hafner mit der Schrift Untersuchungen zur Asymmetrischen Totalsynthese cyclopentanoider Naturstoffe und chemoselektiven Aktivierung von Carboxylgruppen in polyfunktionellen Molekülen habilitierte. Er war Privatdozent und ab 1986 Professor (C3) für Organische Chemie an der Albert-Ludwigs Universität in Freiburg. Seit 1991 hatte er den Lehrstuhl III für Organische Chemie als ordentlicher Professor für Organische Chemie an der RWTH Aachen inne. Gais ist seit 2009 emeritiert.
Er war Mitglied des Sonderforschungsbereichs Asymmetrische Synthese mit chemischen und biologischen Methoden, des Transferbereichs Stereoselektive Wirkstoffsynthese und des Graduiertenkollegs Asymmetrische Synthese mit chemischen und biologischen Methoden. Von 2004 bis 2007 war er Sprecher des Graduiertenkollegs Asymmetrische Synthese mit chemischen und biologischen Methoden. Er ist Mitglied der Gesellschaft Deutscher Chemiker und der American Chemical Society.

## Wissenschaftliches Werk
Die Forschungsschwerpunkte von Gais sind stereoselektive Naturstoffsynthesen, chirale Schwefel-Carbanionen, Enzym- und Übergangsmetall-Katalyse und chirale Organoschwefelverbindungen.

## Auszeichnungen
- 1986: Carl-Duisberg-Gedächtnispreis der der Gesellschaft Deutscher Chemiker (GDCh)[6]

## Schriften (Auswahl)
- K. H. Büchel, Jürgen Falbe, H. Hagemann, M. Hanack, Dieter Klamann, R. Kreher, H. Kropf, Manfred Regitz (Hrsg.): Methoden der organischen Chemie (Houben-Weyl). E21a: Stereoselective Synthesis. Thieme, Stuttgart 1995, ISBN 3-13-219504-9, S. 589–643.
- Hans Joachim Gais, Fritz Theil: Hydrolysis and Formation of Carboxylid Acid Esters. In: Enzyme Catalysis in Organic Synthesis. Band 2. Wiley-VCH Verlag, Weinheim 2002, ISBN 3-527-29949-1, Hydrolysis and Formation of Carboxylid Acid Esters, S. 335–578, doi:10.1002/9783527618262.ch11a.
- Hans-Joachim Gais, Thomas Lied: Asymmetric Total Synthesis of the Macrolides Brefeldin A and 7-epi-Brefeldin A. In: Angewandte Chemie International Edition. Band 23, Nr. 2, 1984, S. 145–146, doi:10.1002/anie.198401451.
- Hans Joachim. Gais, Juergen. Vollhardt, Harald. Guenther, Detlef. Moskau, Hans J. Lindner, Siegmar. Braun: Solid-state and solution structure of dilithium trimethyl[(phenylsulfonyl)methyl]silane, a true dilithiomethane derivative. In: Journal of the American Chemical Society. Band 110, Nr. 3, 1988, S. 978–980, doi:10.1021/ja00211a054.
- Hans Joachim Gais, Juergen Mueller, Juergen Vollhardt, Hans J. Lindner: Structure of a free, unassociated alkyl-substituted α-sulfonyl carbanion: isolation and x-ray crystal structure analysis of the inclusive lithium cryptate (Me2CSO2Ph)(Li.cntdot.[2.1.1]cryptand). In: Journal of the American Chemical Society. Band 113, Nr. 10, 1991, S. 4002–4003, doi:10.1021/ja00010a058.
- Hans-Joachim Gais, Carsten Griebel, Helmut Buschmann: Enzymatic resolution of analgesics: δ-hydroxytramadol, ε-hydroxytramadol and O-desmethyltramadol. In: Tetrahedron: Asymmetry. Band 11, Nr. 4, 2000, S. 917–928, doi:10.1016/S0957-4166(00)00008-2.
- Hans-Joachim Gais, Thomas Jagusch, Nicole Spalthoff, Frank Gerhards, Michael Frank, Gerhard Raabe: Highly Selective Palladium-Catalyzed Kinetic Resolution and Enantioselective Substitution of Racemic Allylic Carbonates with Sulfur Nucleophiles: Asymmetric Synthesis of Allylic Sulfides, Allylic Sulfones, and Allylic Alcohols. In: ChemInform. Band 34, Nr. 51, 2003, doi:10.1002/chin.200351024.
- Guido J. Kramp, Mikhail Kim, Hans-Joachim Gais, Cornelia Vermeeren: Fully Stereocontrolled Total Syntheses of the Prostacyclin Analogues 16S-Iloprost and 16S-3-Oxa-Iloprost by a Common Route, Using Alkenylcopper-Azoalkene Conjugate Addition, Asymmetric Olefination, and Allylic Alkylation. In: Journal of the American Chemical Society. Band 127, Nr. 50, 2005, S. 17910–17920, doi:10.1021/ja0558037.
- Michal Lejkowski, Prabal Banerjee, Sabine Schüller, Alexander Münch, Jan Runsink, Cornelia Vermeeren, Hans-Joachim Gais: Asymmetric Synthesis of Densely Functionalized Medium-Ring Carbocycles and Lactones through Modular Assembly and Ring-Closing Metathesis of Sulfoximine-Substituted Trienes and Dienynes. In: Chemistry – A European Journal. Band 18, Nr. 12, 2012, S. 3529–3548, doi:10.1002/chem.201103060.
- Gunther Hellmann, Achim Hack, Eric Thiemermann, Olaf Luche, Gerhard Raabe, Hans-Joachim Gais: Chiral Fluorinated α-Sulfonyl Carbanions: Enantioselective Synthesis and Electrophilic Capture, Racemization Dynamics, and Structure. In: Chemistry – A European Journal. Band 19, Nr. 12, 2013, S. 3869–3897, doi:10.1002/chem.201204014.
- Irene Erdelmeier, Gerd Bülow, Chang‐Wan Woo, Jürgen Decker, Gerhard Raabe, Hans‐Joachim Gais: Cross‐Coupling Reaction of Alkenyl Sulfoximines and Alkenyl Aminosulfoxonium Salts with Organozincs by Dual Nickel Catalysis and Lewis Acid Promotion. In: Chemistry – A European Journal. Band 25, Nr. 35, 2019, S. 8371–8386, doi:10.1002/chem.201901163.
- Gais, H.-J., & Brandt, J. (1997).: An efficient resolution of (±)-S-methyl-S-phenylsulfoximine with (+)-10-camphorsulfonic acid by the method of half-quantities. In: Tetrahedron: Asymmetry. Band 8, Nr. 6, 27. März 1997, S. 909–912, doi:10.1016/S0957-4166(97)00046-3.